# Orlistat
Orlistat – organiczny związek chemiczny, lek stosowany w leczeniu otyłości.

## Mechanizm działania
Mechanizm działania leku polega na zablokowaniu enzymów trawiennych należących do lipaz. W wyniku tego działania tłuszcze spożywane z pokarmami nie ulegają hydrolizie do monoglicerydów i wolnych kwasów tłuszczowych i tym samym nie zostają wchłonięte z przewodu pokarmowego.

## Wskazania
Leczenie razem z dietą osób z otyłością (w przypadku braku spadku masy ciała o przynajmniej 5% w przeciągu 3 miesięcy, należy przerwać leczenie). Jest pierwszym lekiem o udowodnionym działaniu, stosowanym w leczeniu otyłości, który został dopuszczony do sprzedaży bez recepty lekarskiej (OTC)[niewiarygodne źródło?].

## Przeciwwskazania
Przeciwwskazania do stosowania leku[niewiarygodne źródło?]:
- nadwrażliwość na lek
- zespół złego wchłaniania
- cholestaza
- ciąża i okres karmienia piersią
- przeciwwskazane jest leczenie dzieci
- choroby wątroby i nerek.

## Interakcje
Lek wchodzi w interakcje z następującymi lekami, wobec powyższego nie powinny być razem stosowane:
- akarboza
- warfaryna i inne leki przeciwzakrzepowe
- cyklosporyna A
- zaburza wchłanianie witamin rozpuszczalnych w tłuszczach (A, D, E, K), dlatego należy przyjmować komplet tych witamin raz dziennie na noc w trakcie brania orlistatu[7][niewiarygodne źródło?].

## Działanie niepożądane
- bóle brzucha
- biegunka zwłaszcza tłuszczowa
- wzdęcie
- nietrzymanie stolca
- uszkodzenie wątroby ze wzrostem AlAT i AspAT
- nieregularne miesiączkowanie
- uczucie zmęczenia
- choroby zębów i dziąseł
- skórne reakcje alergiczne

## Dawkowanie
Ściśle według wskazań lekarza.
Zwykle stosuje się 1 tabletkę w trakcie lub do 1 godziny po posiłku. W przypadku spożywania pokarmów niezawierających tłuszczu pomija się dawkę leku. Nie stosować dłużej niż 2 lata.

## Preparaty zarejesterowane w Polsce
- Xenical kaps. 120 mg (Rx) – Roche
- Alli kaps. 60 mg (OTC) – GlaxoSmithKline – wycofane ze sprzedaży